# Dorota Dziekiewicz-Pilich

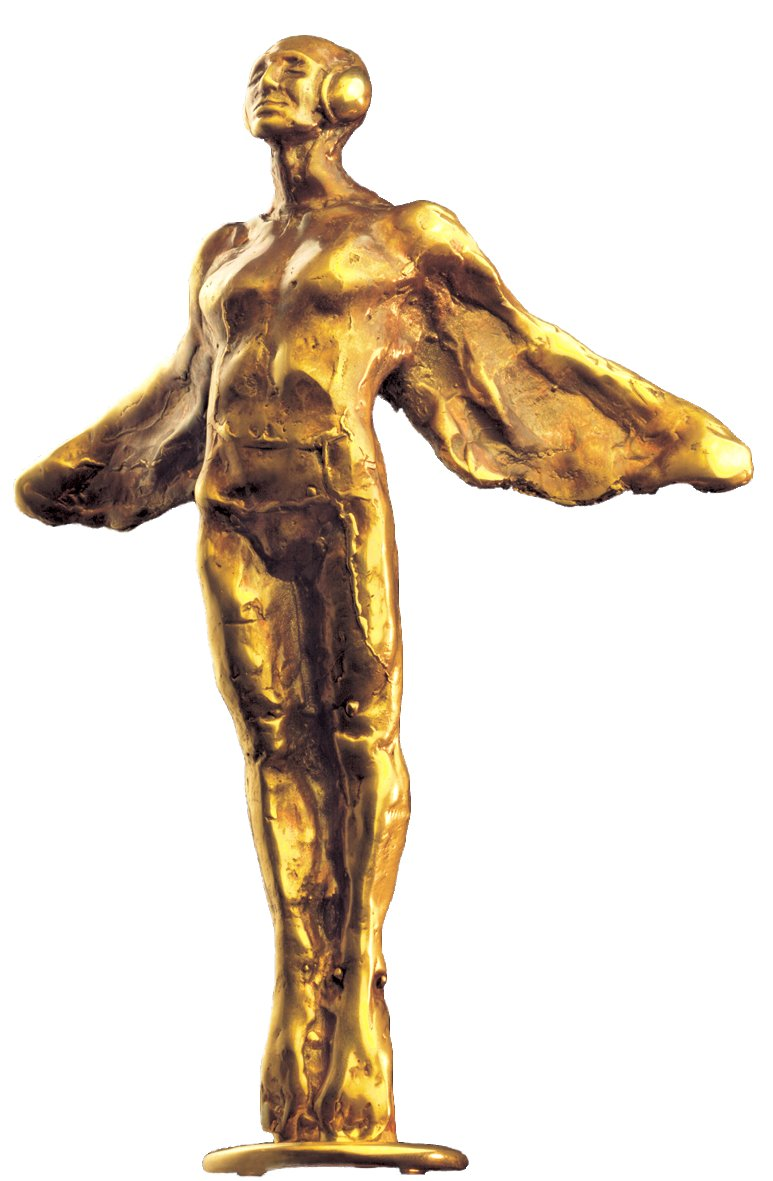
Statuetka Fryderyka

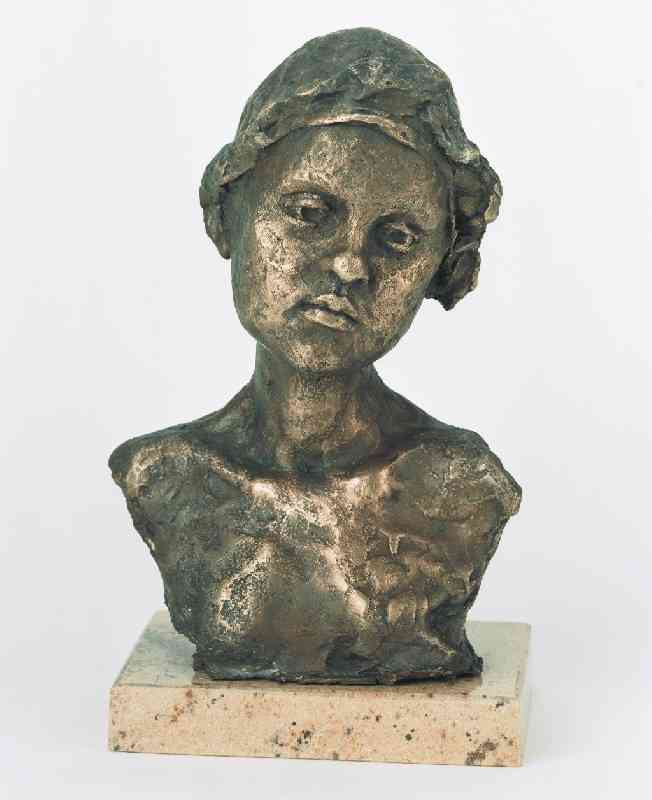
Portret Madzi

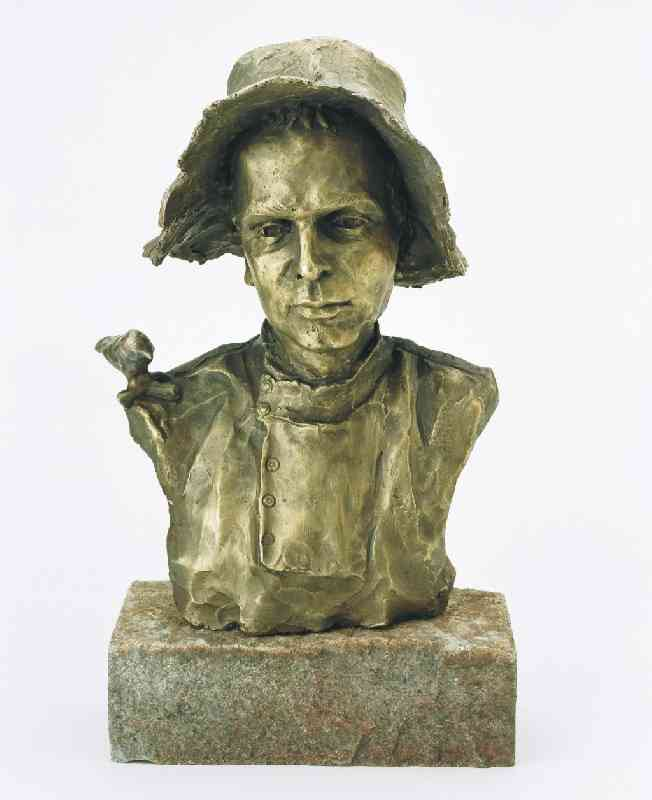
Portret Grzegorza Ciechowskiego

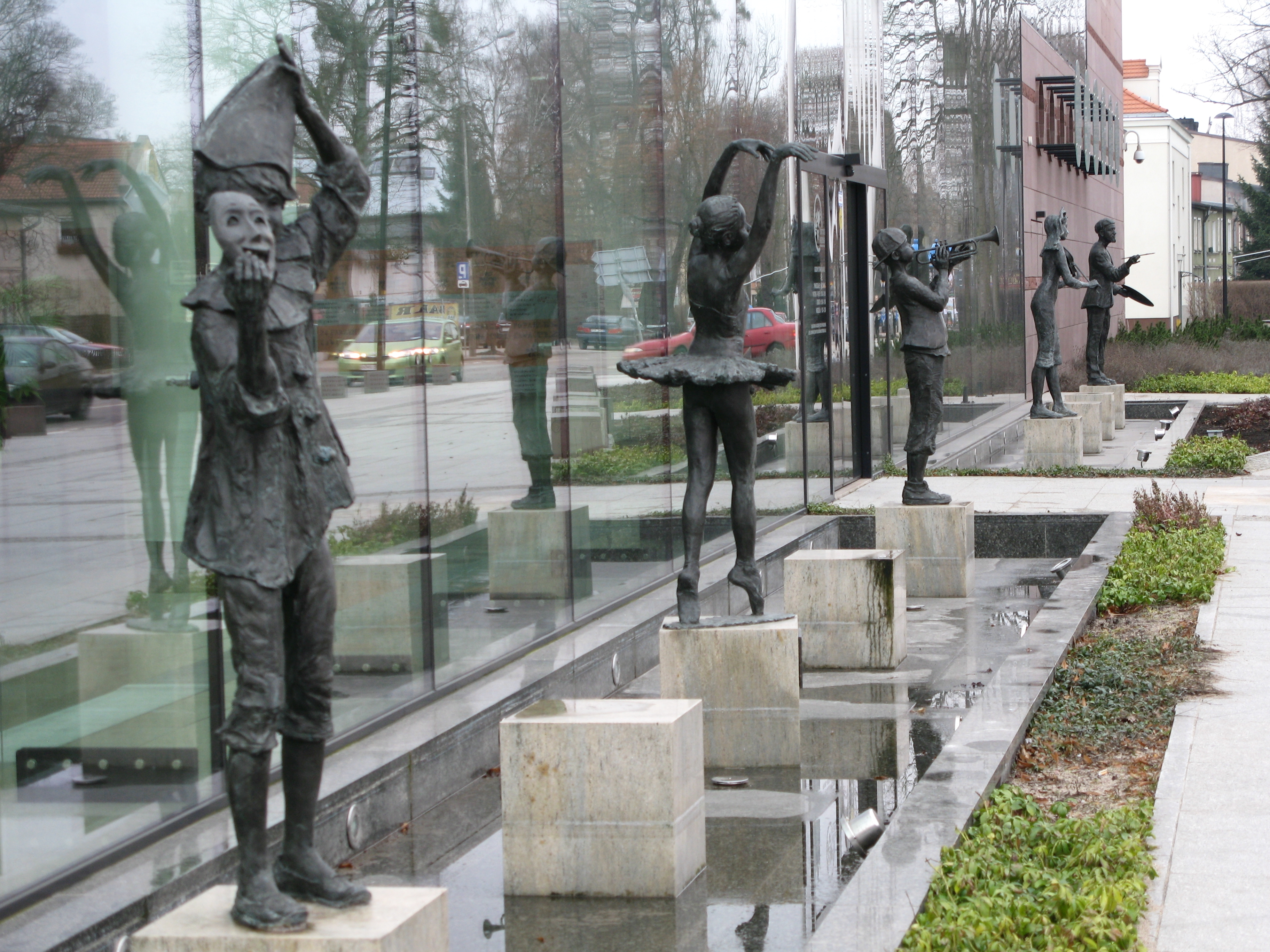
Rzeźby przed Wejherowskim Centrum Kultury

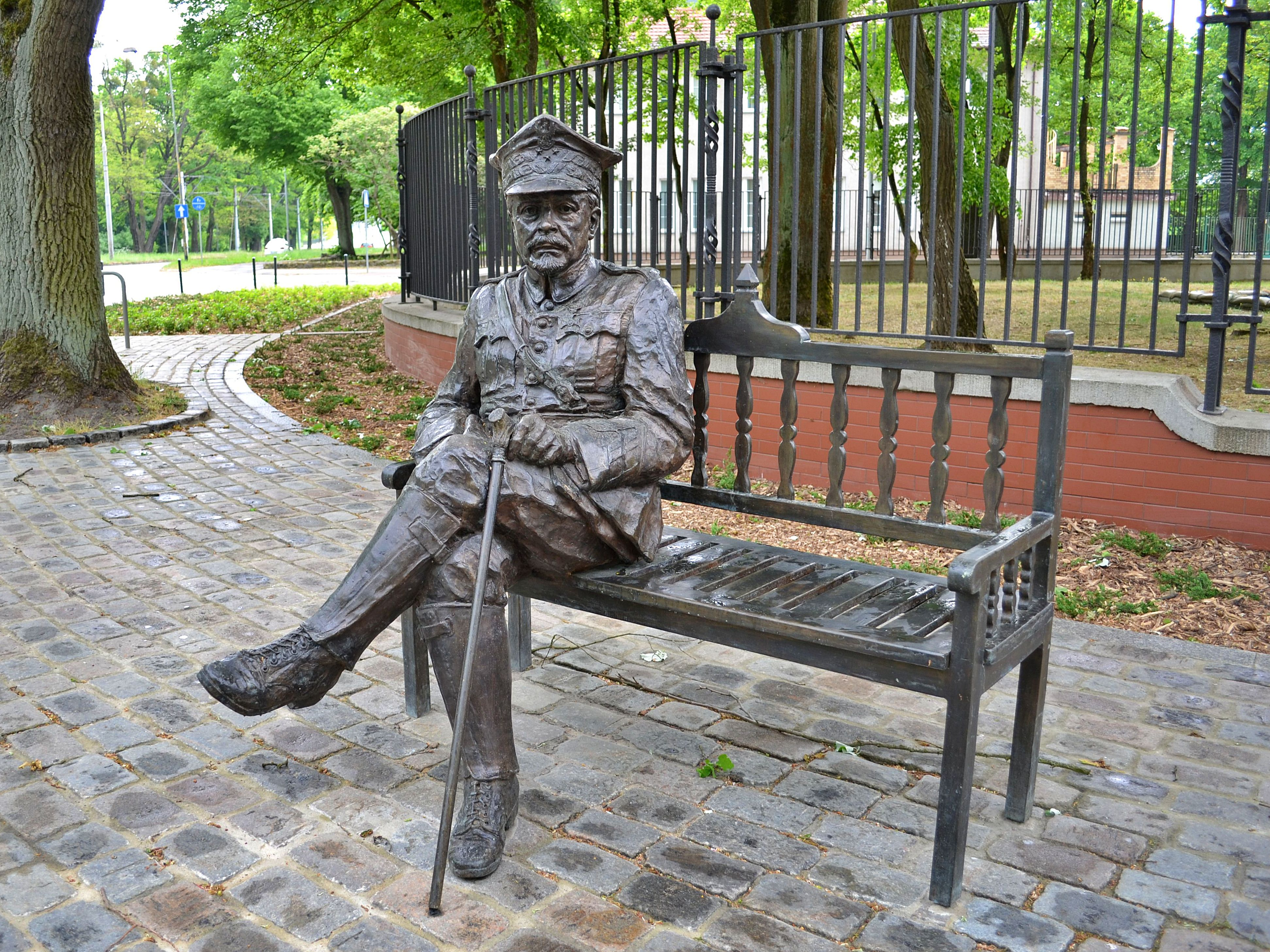
Pomnik gen. Józefa Hallera w Szczecinie

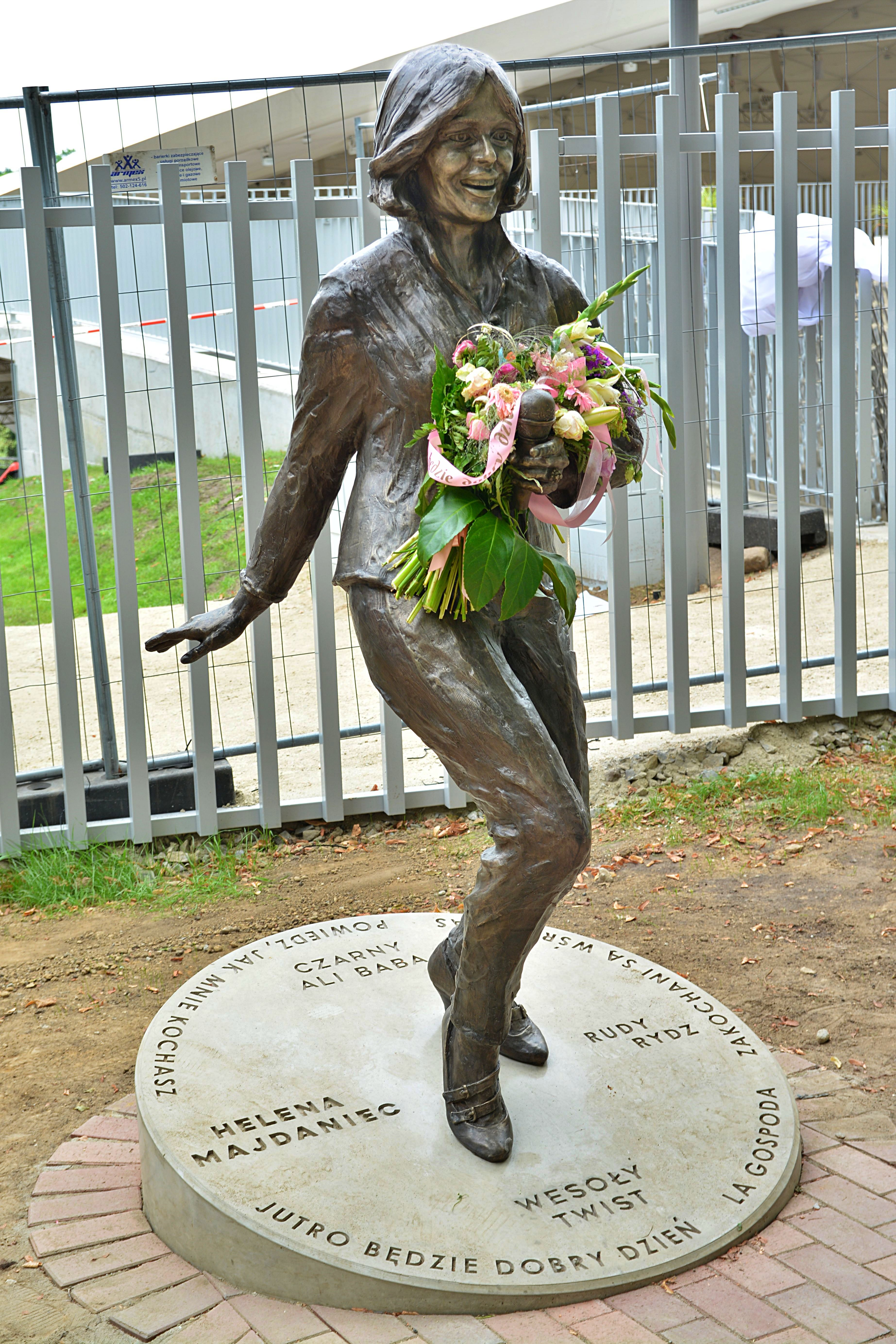
Pomnik Heleny Majdaniec przed Teatrem Letnim w Szczecinie

Dorota Dziekiewicz-Pilich (ur. 25 czerwca 1969 w Szczecinku) – polska rzeźbiarka, twórczyni statuetki Nagrody Muzycznej Fryderyka.

## Edukacja
Ukończyła Liceum im. Księżnej Elżbiety w Szczecinku oraz Wyższą Szkołę Sztuk Plastycznych w Poznaniu. Studiowała w pracowni rzeźby prof. Józefa Petruka i prof. Józefa Kopczyńskiego, u którego uzyskała dyplom w 1993 roku.

## Rodzaj rzeźby
Wykonuje głównie rzeźby z brązu metodą wosku traconego. Ulubionymi rodzajami rzeźby uprawianymi przez artystkę są portret i groteska. Artystka wykonuje również małe formy użytkowe: statuetki, medale, tablice pamiątkowe, biżuterię oraz wzory użytkowe.
Ważne miejsce w jej twórczości zajmuje tematyka dziecięca. Tej tematyce poświęciła wiele prac, które w realistyczny, czasem groteskowy sposób przedstawiają dziecięce portrety, zabawy, taniec, psoty, igraszki. O swoich inspiracjach napisała:

Lubię starocie. Dawne przedmioty codziennego użytku miewają często na tyle ciekawą formę, że stanowią gotową rzeźbę. Zegary, rozmaite „puzderka” wagi z obłymi odważnikami, butelki z nierówno lanego szkła. Fascynujące są stroje, koronki, pożółkłe lub podbarwione ekoliną fotografie rodzinne.
Takie są moje rzeźby. Nie szokują, nie „rzucają” na kolana. Mogą wywołać krótkie chwile refleksji, zadumy. Niektóre, zupełnie maleńkie, działają jak bibeloty. W moim domu mam ich sporo. Mieszkają w rozmaitych meblach i zakamarkach. Czasami zmieniają swoje miejsce, by ustąpić innym, nowo powstałym.
Bardzo ważnym rodzajem mojej twórczości jest portret. Staram się wydobyć charakterystyczne cechy przedstawianej postaci, cechy indywidualne człowieka. To stwierdzenie jest banalne, bo portret taki być powinien, ale bardzo trudne do zrealizowania. Postrzegam świat przez ruch, finezyjność, delikatność, ulotność. Mimo że tworzę w tak ciężkim materiale jak brąz, staram się by moje prace były lekkie, „roztańczone”. Takie, do których można się uśmiechnąć.

Zajmuje się także realizacją dużych form rzeźbiarskich, np. projekt-koncepcja pomnika upamiętniającego obecność papieża Jana Pawła II na placu Piłsudskiego w Warszawie (2005), projekt fontanny pt. „Mali muzykanci z Pruszkowa” (2009) oraz pomnik Adama Giedrysa w Szczecinku (2009).

## Nagrody i osiągnięcia
W 1993 roku otrzymała I nagrodę w konkursie na statuetkę miasta Bytowa.
W 1996 roku wygrała konkurs na projekt statuetki Nagrody Muzycznej „Fryderyk”. W 1998 r. na wystawie „Twarze Fryderyków” zorganizowanej w Galerii Zapiecek zaprezentowała rzeźby przedstawiające nagrodzonych i nominowanych do statuetki Fryderyka artystów jak Stanisław Sojka, Grzegorz Ciechowski, Grzegorz Turnau, Kayah czy Justyna Steczkowska. Do figurki statuetki Fryderyka pozował mąż artystki Marcin Pilich.
W 1997 roku rzeźbą „Mała skrzypaczka” ówczesny prezydent Warszawy Marcin Święcicki uhonorował najlepszego polskiego wykonawcę na Międzynarodowym Konkursie Tadeusza Wrońskiego na Skrzypce Solo w Warszawie.
W 2006 roku przyznano jej III miejsce w konkursie ogłoszonym przez Prezydenta Warszawy na koncepcję upamiętniającą obecności Jana Pawła II na pl. Piłsudskiego w Warszawie.
W 2009 wygrała konkurs na pomnik Adama Giedrysa w Szczecinku.

## Twórczość
Do 2007 roku swoje rzeźby i rysunki eksponowała kilkadziesiąt razy indywidualnie i zbiorowo na wystawach w kraju i za granicą. Jej prace z brązu znajdują się w kolekcjach prywatnych w Polsce i za granicą m.in. w Niemczech, Holandii, Francji i Malcie.

### Wystawy
- 1994 – wystawa indywidualna w Art Galerii w Szczecinku
- 1995 – wystawa indywidualna w Galerii P. w Pruszkowie
- 1995 – wystawa indywidualna w Pałacu w Radziejowicach
- 1996 – wystawa indywidualna w Galerii „Zamek” w Ostródzie
- 1996 – wystawa zbiorowa - Rzeźba w przestrzeni publicznej i prywatnej w Galerii Domu Artysty Plastyka w Warszawie
- 1997 – wystawa indywidualna - Fryderyk, muzyka, przestrzeń w Galerii Zapiecek w Warszawie
- 1997 – wystawa indywidualna - Wystawa Jednego Wieczoru Fryderyk, muzyka, przestrzeń w foyer Sali Kongresowej w Warszawie
- 1998 – wystawa indywidualna - Twarze Fryderyków w Galerii Zapiecek w Warszawie
- 1998 – wystawa indywidualna - Wystawa Jednego Wieczoru Twarze Fryderyków w foyer Sali Kongresowej w Warszawie
- 1998 – wystawa zbiorowa - Bliźniemu swemu... - wystawa i aukcja na rzecz Towarzystwa Pomocy im. św. Brata Alberta w Teatrze im. Wandy Siemaszkowej w Rzeszowie
- 1998 – wystawa zbiorowa – Bliscy i Oddaleni w Art Galerii w Szczecinku oraz w Bergen op Zoom (Holandia)
- 1999–2000 – wystawa zbiorowa - Bliźniemu swemu... 2000: Galeria Studio – Pałac Kultury i Nauki w Warszawie, Muzeum Historyczne Miasta Gdańska, Muzeum Archidiecezjalne we Wrocławiu, Galeria Sztuki Artemis w Krakowie, Teatr im. Wandy Siemaszkowej w Rzeszowie
- 2001 – wystawa indywidualna - Dziecko - Bergen op Zoom (Holandia), Galeria Zapiecek w Warszawie,
- 2001–2002 – wystawa zbiorowa Bliźniemu swemu... 2002: Zachęta Narodowa Galeria Sztuki w Warszawie, Galeria Miejska Arsenał w Poznaniu, Muzeum Archidiecezjalne we Wrocławiu, Pałac Sztuki w Krakowie, Muzeum Sztuki w Łodzi, Teatr im. Wandy Siemaszkowej w Rzeszowie
- 2002 – wystawa zbiorowa - Jubileusz 30-lecia Galerii Zapiecek
- 2003 – wystawa indywidualna w Pałacu Sztuki w Krakowie
- 2003 – wystawa indywidualna podczas gali rozdania Nagród im. Witolda Hulewicza w Domu Literatury w Warszawie
- 2005–2006 – wystawy zbiorowe – Sztuka w 18 aktach, Tutaj malowane, Dialog ze sztuką organizowane przez Galerię Tess w Pruszkowie
- 2009 – wystawa indywidualna w Galerii Zapiecek w Warszawie

### Ważniejsze osiągnięcia artystyczne
- 1996 – zwycięstwo w konkursie na projekt statuetki Nagrody Muzycznej Fryderyk
- 1997 – wykonanie rzeźby Mała skrzypaczka, wręczonej najlepszemu polskiemu wykonawcy na Międzynarodowym Konkursie na Skrzypce Solo Tadeusza Wrońskiego w Warszawie
- 2000 – wykonanie tablicy z brązu ku czci gen. Kazimierza Sosnkowskiego w Katedrze polowej Wojska Polskiego przy ul. Długiej w Warszawie
- 2002 – projekt statuetki i medalu akcji społecznej Cała Polska czyta dzieciom[8]
- 2005 – wyróżnienie za pomnik - koncepcję rzeźbiarską upamiętnienia obecności Jana Pawła II na placu Piłsudskiego w Warszawie w konkursie zorganizowanym przez Urząd m. st. Warszawy
- 2006 – projekt medalu Fundacji Urszuli Jaworskiej Dawców Szpiku
- 2007 – projekt statuetki Stowarzyszenia Filmowców Polskich za wybitne osiągnięcia artystyczne
- 2008 – projekt medalu im. św. Kamila przyznawanej z okazji Światowego Dnia Chorego[9]
- 2009 – zwycięstwo w konkursie na pomnik Adama Giedrysa w Szczecinku
- 2013 – „Jantar” – statuetka Koszalińskiego Festiwalu Debiutów Filmowych „Młodzi i Film”

### Pozostały dorobek publiczny
- 2002 – statuetka nagrody „Gryf Swoim Dzieciom” wręczana w Szczecinku[10]
- projekt statuetki z okazji 135-lecia Spółdzielczości Bankowej w Polsce dla Banku Gospodarki Żywnościowej
- projekt statuetki konkursu Fundacji Warty i Kredyt Banku,
- projekt medalu z okazji 80-lecia praw miejskich Pruszkowa,
- projekt statuetki z okazji 80-lecia praw miejskich Otwocka
- projekt statuetki i medalu dla firmy finansowej Deloitte & Touche
- projekt statuetki dla firmy Panasonic Polska
- 2009 – projekt statuetki konkursu im. Astrid Lindgren na najlepszą polską książkę dla dzieci[11]
- 2010 – pomnik (popiersie) Jana Pawła II dla Centrum Rehabilitacji Dla Osób Chorych na Stwardnienie Rozsiane w Bornem Sulinowie[12]
- 2013 – rzeźby przed Filharmonią Kaszubską w Wejherowie
- 2014 – pomnik poświęcony Romanowi Kuniewskiemu, przedwojennemu nadleśniczemu Nadleśnictwa Wejherowo i wszystkim leśnikom zamordowanym w Lesie Piaśnickim
- 2020 – pomnik gen. Józefa Hallera przed koszarami 12 Brygady Zmechanizowanej w Szczecinie
- 2022 – pomnik Heleny Majdaniec w Teatrze Letnim w Szczecinie

## Publikacje
- Dorota Dziekiewicz-Pilich, Rzeźba, Towarzystwo Przyjaciół Sztuk Pięknych w Krakowie, Kraków, 2003, ISBN 83-88121-85-5, kolorowy katalog polsko-angielski, 60 stron
- Dorota Dziekiewicz-Pilich, Rzeźba, kolorowy polski katalog wydany nakładem autorki, 2009, 24 strony